# بزرگراه میان‌ایالتی ۹۶

بزرگراه میان ایالتی ۹۶ (به انگلیسی: Interstate-96، مخفف:I-96) یکی از بزرگراه‌های میان ایالتی آمریکاست؛ که مسیر شرقی-غربی داشته و زیرمجموعه دارد.